# (12621) Alsufi
(12621) Alsufi  es un asteroide perteneciente al cinturón de asteroides, descubierto el 24 de septiembre de 1960 por Cornelis Johannes van Houten e Ingrid van Houten-Groeneveld sobre placas tomadas por Tom Gehrels desde el Observatorio Palomar, en Estados Unidos.

## Designación y nombre
Alsufi se designó inicialmente como 6585 P-L.
Más adelante fue nombrado en honor al astrónomo persa Abd Al-Rahman Al Sufi (903-986).

## Características orbitales
Alsufi orbita a una distancia media del Sol de 3,1068 ua, pudiendo acercarse hasta 2,6990 ua y alejarse hasta 3,5147 ua. Tiene una excentricidad de 0,1312 y una inclinación orbital de 2,4307° grados. Emplea en completar una órbita alrededor del Sol 2000 días.

## Características físicas
Su magnitud absoluta es 13,9. El valor de su periodo de rotación es de 4,719 h.